# Macmerry
Macmerry est un village situé dans l’East Lothian, en Écosse.